# 杉崎善治郎
杉﨑 善治郎（すぎさき ぜんじろう、1927年（昭和2年）- 2013年（平成25年））は、日本の農芸化学研究者。東京理科大学名誉教授。農学博士。

## 略歴
1927年（昭和2年）、千葉縣東葛飾郡野田町（現千葉県野田市）出身。
(旧制)東葛飾中學校、海軍兵學校、東京帝國大學、東京物理學校卒業。
1957年（昭和32年）、野田産業科学研究所(キッコーマン)研究員を経て、
1976年（昭和51年）、東京理科大学理工学部応用生物科学科教授に就任。
東京理科大学生命科学研究所員、東京理科大学図書館長、東京理科大学理事を歴任。
2007年（平成19年）、永年にわたる研究で多くの功績を挙げ、名誉教授の称号を授与された。

## 研究分野
醗酵学：醸造学・応用生物科学・醗酵生理学・醗酵生産学

### 基礎：
分子生物学・微生物学・免疫学・生理学・酵素学・生化学・物質生化学・遺伝生化学・代謝生化学・遺伝育株学・

### 応用：
食品工学・環境工学・微生物薬品化学・臨床生化学・培養工学

## 所属学会
- 日本農芸化学会 論文審査員
- 日本生化学会
- JBAバイオインダストリー協会 常任理事
- 生物物理学会
- 分子生物学会

## 主な特許

### 日本国特許
- 発酵法によるL-バリン製造法
- 発酵法によるL-グルタミン酸製造法
- ウリカーゼの製造方法

### 海外特許
- Unted States Patent 3502544
- Unted States Patent 3767533
- Deutsches Patentschrift 2164018
- Danmark Fremlaeggelsesskrift 131875

## 主な著書
- アミノ酸発酵（共立出版 1972年）
- 核酸発酵（講談社 サイエンティフィク 1976年）
- Micribial Production of L-Amino Acid (John Wesley & Sons NY 1973)
- Micribial Production of Nucleic acid related Subtances (John Wesley & Sons NY 1976)

大村智博士と共著
- 微生物薬品化学（南江堂 1979年）
- 微生物薬品化学（南江堂 1986年）
- 微生物薬品化学（南江堂 1995年）

※大村智（後年ノーベル賞受賞）

## 主な研究業績
- α-ケトログルタール酸αKG醗酵に関する研究
- L-アミノ酸（L-グルタミン酸・L-バリン・L-イソロイシン）醗酵に関する研究
- L-Valine生合成の終産物による正の制御機構-代謝調節機講における逆説的新範例に関する研究
- 酵素細菌の安定なウリカーゼの細胞膜透過性促進因子の構造と機能に関する研究
- 細菌によるα・ケトグルタール酸蓄積の新理論に関する研究
- 醗酵発現PC機構に関する研究
- 新型Uricaseの開発研究

## 主な論文

### 東京大学
- 1953年 Studies on the Oxidative Bacteria:On the Production of a-Ketoglutaric acid by B. megatherium and B. natto

### 野田産業科学研究所
- 1960年 Studies on L-Valine Fermentation. Production of L-Valine by Aerobacter Bacteria
- 1965年 グルタミン酸醗酵からL-イソロイシン醗酵への転換について
- 1972年 L-バリン生合成のPositive Controlとその遺伝的制御
- 1972年 菌体外ウリカーゼ その物性と応用酵素としての活用

### 東京理科大学
- 1988年 Corynebacterium uratoxidans菌体外uricaseサブユニットの解離・会合
- 1988年 Eschrichia freundiiによるN-アセチル分岐鎖アミノ酸の生成 : N-acetyl-L-Isoleucineの検索・単離・同定
- 1996年 E. freundii由来Val感受性α-aceto-α-hydroxy acid synthaseの発現制御および活性調節部位をコードする遺伝子の検索

## 関連人物
- 鈴木貫太郎 井上成美 栗田健男 有馬馨
- 山中直治 坂口謹一郎 本多光太郎 吉田賢抗 丸尾文治
- 大村智 小林登 坂口健二 伊藤晃
- 武田航平 前原章宏 小島勝平